# 大蔵省 (律令制)
大蔵省（おおくらしょう、和名:おおくらのつかさ）は、奈良時代の大宝律令から明治維新まで存続していた律令制で規定された八省の一つ。明治維新以後も国家財政を司る官庁として名称が引き継がれたため、「大蔵省」という名称は1,300年の長きにわたって用いられたことになる。
唐名は、大府、大府寺、天官、外官。藤原仲麻呂による官職の唐風改称期間中の呼称は節部省。

## 概要

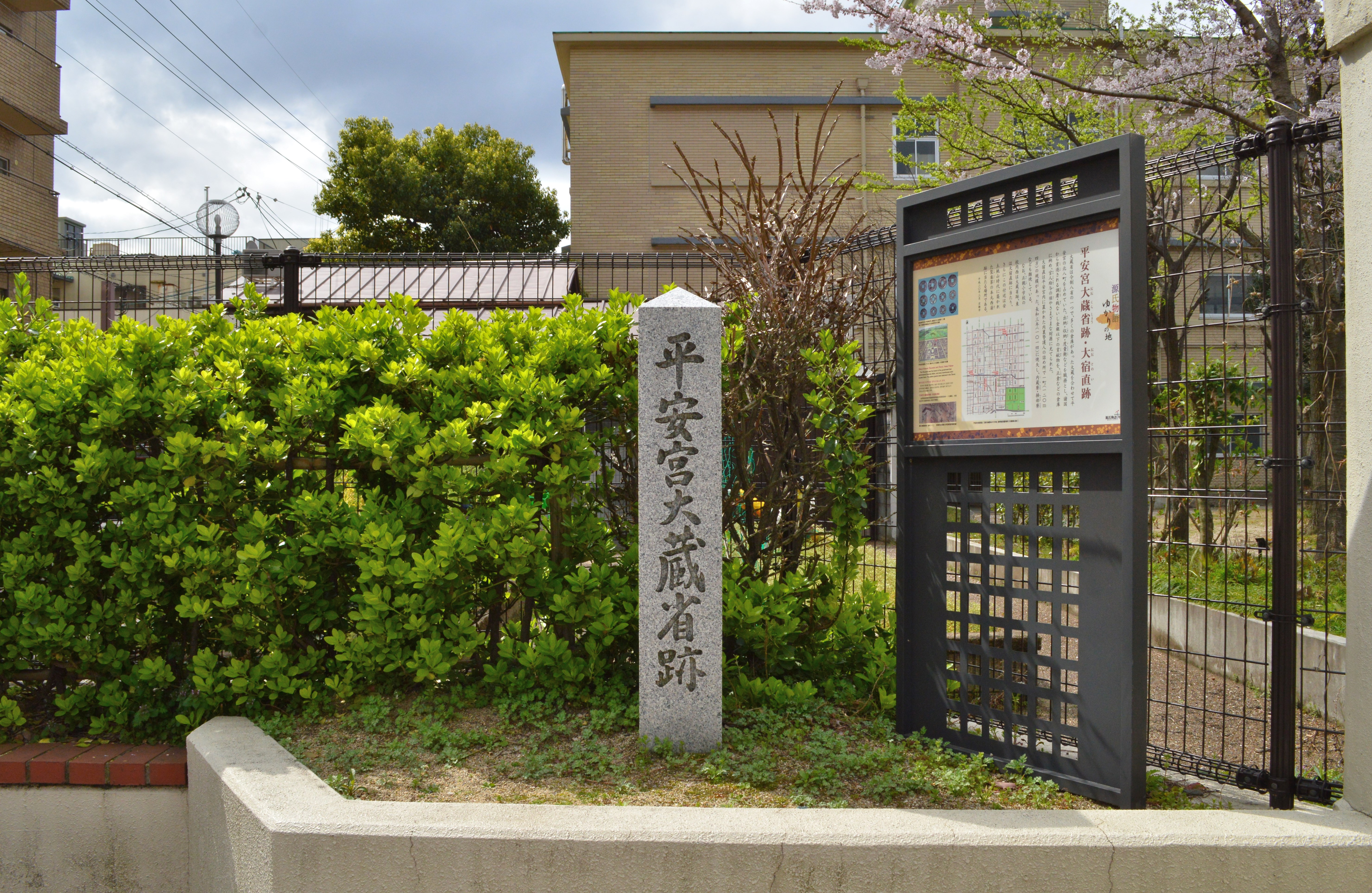
平安京 大蔵省跡碑京都市上京区新桝屋町。

太政官の右弁官局の被官で、財政､特に出納に関わる事務を行った。
起源は律令制以前の三蔵（大蔵（おおくら）・内蔵（うちくら）・斎蔵（いみくら））の一つである大蔵にさかのぼる。『古語拾遺』によれば、雄略天皇の時代に内蔵・斎蔵に加えて創設、諸国からの貢物などを納め、秦氏に出納を、漢氏（東漢氏、西漢氏）に帳簿の勘録を命じ、蘇我満智（麻智）に三蔵を検校させたとされる。なお、皇室の財宝を管理する倉庫であった内蔵は、律令施行後も中務省の一機関内蔵寮として存続した。
朝廷の倉庫である大蔵を管轄し、朝廷の銭貨・金銀・調・貢物の出納、保管や諸国・民間の度量衡や売買価格の公定などである。ただし租税などは民部省の管轄であり国家財政官庁としての地位はさほど高くはなく、国有財産の管理や官営工房としての役割が大きかった。その官営工房部門としての職掌も、内匠寮の成立により、同寮に奪われ大幅な再編を余儀なくされた。管下に五つの司を、のち統廃合されて織部司1司を所管し、職員は卿以下の四等官などがおり、輔、丞、録はいずれも大・少二員いた。 
長官の大蔵卿は正四位下相当官ながら従三位以上の公卿がしばしば兼任した。
そして、大蔵省の実務を行っていた判官である大丞・少丞の中には、職務上経済的利益を得るものが多く、中には年労により従五位下に叙爵される者も多く、大丞・少丞で叙爵された者たちは大蔵大夫と称された。
平安時代頃には租税の運用を行う正蔵率分所が設置された。
律令の大蔵省は明治維新まで存続し、例えば明治維新後の初代大蔵卿である松平慶永は1864年（元治元年）に大蔵大輔(大蔵次官)に任官されている。他にも田安徳川家の第2代当主徳川治察が1764年（明和元年）に大蔵卿(大蔵大臣)に任官された例などがある。

## 職員
- 四等官
  - 卿（正四位下相当　唐名:大府卿、蔵部尚書）…一人
  - 大輔・権大輔（正五位下相当　唐名:大府少卿）…各一人
  - 少輔・権少輔（従五位下相当　唐名:大府侍郎）…各一人
  - 丞…（唐名:大府丞、大府郎中）
    - 大丞…（正六位下相当）二人
    - 少丞…（従六位上相当）二人

  - 録…（唐名:大府録事、大府主簿）
    - 大録…（正七位上相当）二人
    - 少録…（正八位上相当）二人
- （下級事務職員）
  - 史生六人
  - 省掌…二人
  - 使部…六十人
  - 直丁 …四人
  - 駈使丁…六人
  - 主鑰
倉庫の鍵を管理した品官（ほんかん）
    - 大主鑰…（従六位下相当）二人
    - 大主鑰…（従七位下相当）二人

  - 価長…四人
物品の適正価格を調査する伴部。
  - 蔵部…六十人
　物品出納事務を行う伴部。
  - 典革…（正八位上相当）一人
革の染め作りを監督　狛部・狛戸とともに806年（大同元年）内蔵寮に移管､のちに廃止。
    - 狛部…六人
革の染め作りをする伴部。
    - 狛戸
革の染め作りをする品部。

  - 典履…（正八位上相当）二人
臣下に下賜（かし）するための革製品製造を監督、天皇向けの製造の監督は内蔵寮下の典履が所管。大同元年（806年）百済手部・百済戸とともに内蔵寮に移管・統合。
    - 百済手部…十人
革製品を製造する伴部。
    - 百済戸
革製品を製造する品部。

## 大蔵省被官の官司
- 織部司
- 縫部司　縫殿寮に併合
- 漆部司　内匠寮に併合
- 掃部司　宮内省内掃部司と統合し掃部寮として宮内省管下に置かれる
- 典鋳司　内匠寮に併合